# Альянс вільних демократів
Альянс вільних демократів — Угорська ліберальна партія (також Союз вільних демократів; угор. Szabad Demokraták Szövetsége — a Magyar Liberális Párt, SZDSZ) — ліберальна політична партія в Угорщині.
Партія виникла на основі дисидентського руху і вимагала радикальних ліберальних перетворень. Реєстрація Альянсу відбулася 13 листопада 1988 року. На виборах 1990 року партія отримала 23,83 % голосів і 92 депутатських місця і не входила в правлячу правоцентристську коаліцію. За підсумками виборів 1994 року (17,88 % голосів і 69 мандатів) Альянс разом з Угорською соціалістичною партією сформував правлячу коаліцію на чолі з соціалістом Дьюлою Хорном, що стало несподіванкою через негативне ставлення багатьох членів Альянсу до УСП — прямого нащадку УСРП. За підсумками виборів 1998 року (6,22 % голосів і 24 мандати) партія перейшла в опозицію правоцентристської коаліції Віктора Орбана. На виборах 2002 року партія отримала лише 5,18 % голосів і 20 мандатів, однак за участю Альянсу був утворений правлячий кабінет на чолі з соціалістом Петером Медьєші. На виборах 2006 року партія повторила результат попередніх виборів, отримавши 5,18 % голосів і 20 мандатів і зберегла своє місце в правлячій коаліції. Навесні 2008 року партія вийшла з коаліції з соціалістами, через що Ференц Дюрчань був вимушений сформувати уряд меншості. На виборах в Європарламенту 2009 року партія отримала 2,16 % голосів і не зуміла провести жодного свого депутата до Європарламенту. На парламентських виборах 2010 року партія не зуміла пройти до парламенту.
Відомими членами партії є мер Будапешта в 1990–2010 Габор Демський, колишній міністр освіти і соціолог Балінт Мадяр і президент Угорщини в 1990–2000 Арпад Гьонц. У числі її засновників — Гашпар Міклош Тамаш, який у 2000 році різко розмежувався з партією і став одним з провідних лівих інтелектуалів Угорщини.